# Elleanthus bradeorum
Elleanthus bradeorum är en orkidéart som beskrevs av Rudolf Schlechter. Elleanthus bradeorum ingår i släktet Elleanthus och familjen orkidéer.
Artens utbredningsområde är Costa Rica. Inga underarter finns listade i Catalogue of Life.